# Floirac (Charente-Maritime)
Pour les articles homonymes, voir Floirac.
Floirac est une commune nouvelle du Sud-Ouest de la France, située dans le département de la Charente-Maritime en région Nouvelle-Aquitaine.

## Géographie

### Localisation et accès
Floirac est une commune rurale située dans le canton de Saintonge Estuaire. La population est répartie entre les bourgs de Floirac, Saint-Romain-sur-Gironde et Mageloup, ainsi que quelques hameaux.
La commune est une des étapes d'un sentier de grande randonnée balisé, le GR 360.

### Communes limitrophes
| Mortagne-sur-Gironde                               | Boutenac-Touvent (par un quadripoint) | Brie-sous-Mortagne      |
| Jau-Dignac-et-Loirac (Gironde, par un quadripoint) | Floirac                               | Saint-Germain-du-Seudre |
| Valeyrac (Gironde)                                 | Bégadan (Gironde, par un quadripoint) | Saint-Fort-sur-Gironde  |

Les communes de Jau-Dignac-et-Loirac, Valeyrac et Bégadan sont sur la rive gauche de l'estuaire de la Gironde.

### Hydrographie
- L'estuaire de la Gironde.

### Environnement
Plus de 150 espèces d'oiseaux ont été recensées à Floirac. Parmi elles on peut souligner la Locustelle luscinioïde (classée comme « en danger » en France par l'UICN) qui niche au sud de la commune, dans la roselière, ainsi que le Phragmite aquatique (classé comme vulnérable dans le monde par l'UICN) qui fait étape lors de sa migration (population mondiale estimée à 10 500 couples seulement).
La gorgebleue à miroir niche également au sud de la commune.

## Urbanisme

### Typologie
Au 1er janvier 2024, Floirac est catégorisée commune rurale à habitat dispersé, selon la nouvelle grille communale de densité à 7 niveaux définie par l'Insee en 2022.
Elle est située hors unité urbaine et hors attraction des villes,.
La commune, bordée par l'estuaire de la Gironde, est également une commune littorale au sens de la loi du 3 janvier 1986, dite loi littoral. Des dispositions spécifiques d’urbanisme s’y appliquent dès lors afin de préserver les espaces naturels, les sites, les paysages et l’équilibre écologique du littoral, tel le principe d'inconstructibilité, en dehors des espaces urbanisés, sur la bande littorale des 100 mètres, ou plus si le plan local d’urbanisme le prévoit.

### Risques majeurs
Le territoire de la commune de Floirac est vulnérable à différents aléas naturels : météorologiques (tempête, orage, neige, grand froid, canicule ou sécheresse), inondations, feux de forêts, mouvements de terrains et séisme (sismicité faible). Il est également exposé à un risque technologique, le transport de matières dangereuses. Un site publié par le BRGM permet d'évaluer simplement et rapidement les risques d'un bien localisé soit par son adresse soit par le numéro de sa parcelle.

#### Risques naturels
Certaines parties du territoire communal sont susceptibles d’être affectées par le risque d’inondation par débordement de cours d'eau et par submersion marine. La commune a été reconnue en état de catastrophe naturelle au titre des dommages causés par les inondations et coulées de boue survenues en 1982, 1999 et 2010,.
Floirac est exposée au risque de feu de forêt du fait de la présence sur son territoire de la forêt de la Lande, un massif classé à risque dans le plan départemental de protection des forêts contre les incendies (PDPFCI), élaboré pour la période 2017-2026 et qui fait suite à un plan 2007-2016. Les mesures individuelles de prévention contre les incendies sont précisées par divers arrêtés préfectoraux et s’appliquent dans les zones exposées aux incendies de forêt et à moins de 200 mètres de celles-ci. L’article L.131-1 du code forestier et l’arrêté du 2 décembre 2020 règlementent l'emploi du feu en interdisant notamment d’apporter du feu, de fumer et de jeter des mégots de cigarette dans les espaces sensibles et sur les voies qui les traversent sous peine de sanctions. Un autre arrêté du 2 décembre 2020 rend le débroussaillement obligatoire, incombant au propriétaire ou ayant droit,,,.

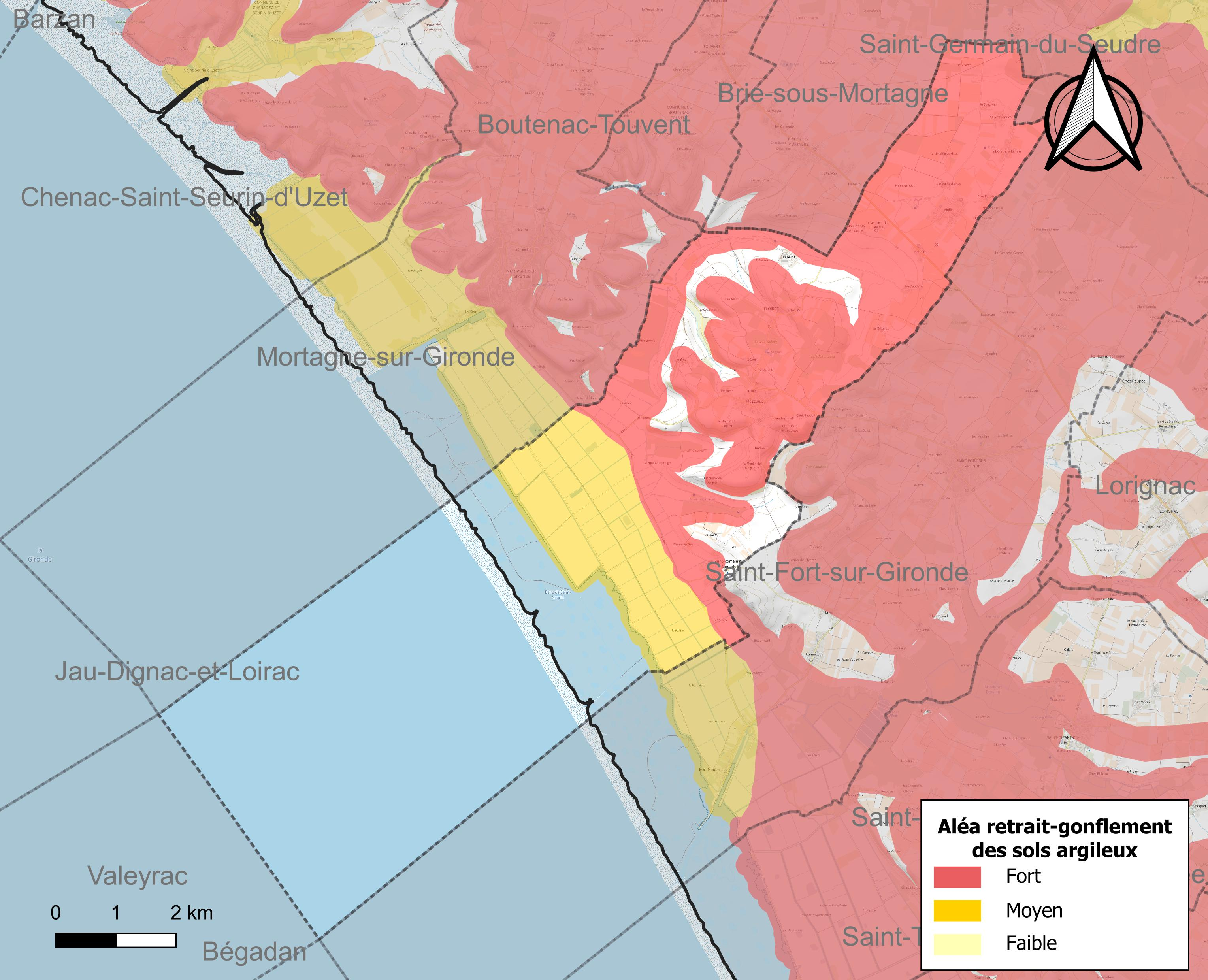
Carte des zones d'aléa retrait-gonflement des sols argileux de Floirac.

Les mouvements de terrains susceptibles de se produire sur la commune sont des tassements différentiels.
Le retrait-gonflement des sols argileux est susceptible d'engendrer des dommages importants aux bâtiments en cas d’alternance de périodes de sécheresse et de pluie. 46,7 % de la superficie communale est en aléa moyen ou fort (54,2 % au niveau départemental et 48,5 % au niveau national). Sur les 264 bâtiments dénombrés sur la commune en 2019, 259 sont en aléa moyen ou fort, soit 98 %, à comparer aux 57 % au niveau départemental et 54 % au niveau national. Une cartographie de l'exposition du territoire national au retrait gonflement des sols argileux est disponible sur le site du BRGM,.
Par ailleurs, afin de mieux appréhender le risque d’affaissement de terrain, l'inventaire national des cavités souterraines permet de localiser celles situées sur la commune.
Concernant les mouvements de terrains, la commune a été reconnue en état de catastrophe naturelle au titre des dommages causés par la sécheresse en 2003 et par des mouvements de terrain en 1999 et 2010.

#### Risques technologiques
Le risque de transport de matières dangereuses sur la commune est lié à sa traversée par une ou des infrastructures routières ou ferroviaires importantes ou la présence d'une canalisation de transport d'hydrocarbures. Un accident se produisant sur de telles infrastructures est susceptible d’avoir des effets graves sur les biens, les personnes ou l'environnement, selon la nature du matériau transporté. Des dispositions d’urbanisme peuvent être préconisées en conséquence.

## Toponymie
Le toponyme de Floirac tient ses origines d'une villa gallo-romaine appartenant à Florius, ou Florus, auquel a été apposé le suffixe de possession -acum.
Saint-Romain-sur-Gironde était connu jusqu'au 5 mai 1956 sous le nom de Saint-Romain-de-Beaumont.

## Histoire
Créée au 1er janvier 2018 par un arrêté du préfet de la Charente-Maritime du 8 novembre 2017, elle regroupe les anciennes communes de Floirac et Saint-Romain-sur-Gironde.

## Politique et administration

### Maires
| Période                                  | Période | Identité          | Étiquette | Qualité |
| ---------------------------------------- | ------- | ----------------- | --------- | ------- |
| 2020                                     | 2026    | Bernard Laumonier | SE        |         |
| Les données manquantes sont à compléter. |         |                   |           |         |

Jusqu'aux élections municipales de 2020, le conseil municipal de la nouvelle commune était constitué de tous les conseillers municipaux issus des conseils des anciennes communes.

### Anciennes communes
| Nom                      | Code Insee | Code postal | Superficie (km2) | Population (dernière pop. légale) | Densité (hab./km2) | Modifier                                    |
| ------------------------ | ---------- | ----------- | ---------------- | --------------------------------- | ------------------ | ------------------------------------------- |
| Floirac (siège)          | 17160      |             | 12,86            | 311 (2015)                        | 24                 | modifier les données · modifier les données |
| Saint-Romain-sur-Gironde | 17392      |             | 3,16             | 64 (2015)                         | 20                 | modifier les données · modifier les données |

## Démographie
L'évolution du nombre d'habitants est connue à travers les recensements de la population effectués dans la commune depuis sa création.

En 2022, la commune comptait 427 habitants.
| 2015 | 2020 | 2022 |
| ---- | ---- | ---- |
| 375  | 433  | 427  |

## Culture locale et patrimoine

### Floirac

#### L'église Saint-Étienne de Floirac
L'église Saint-Étienne fut construite au début du XIIIe siècle, l'église est bordé d'un ancien cimetière qui compte quelques tombes à cénotaphes.

#### Les souterrains
Des souterrains creusés dans le calcaire, au nord et au sud de la commune, ont été utilisés comme refuges pendant les périodes troublées.

#### Les moulins

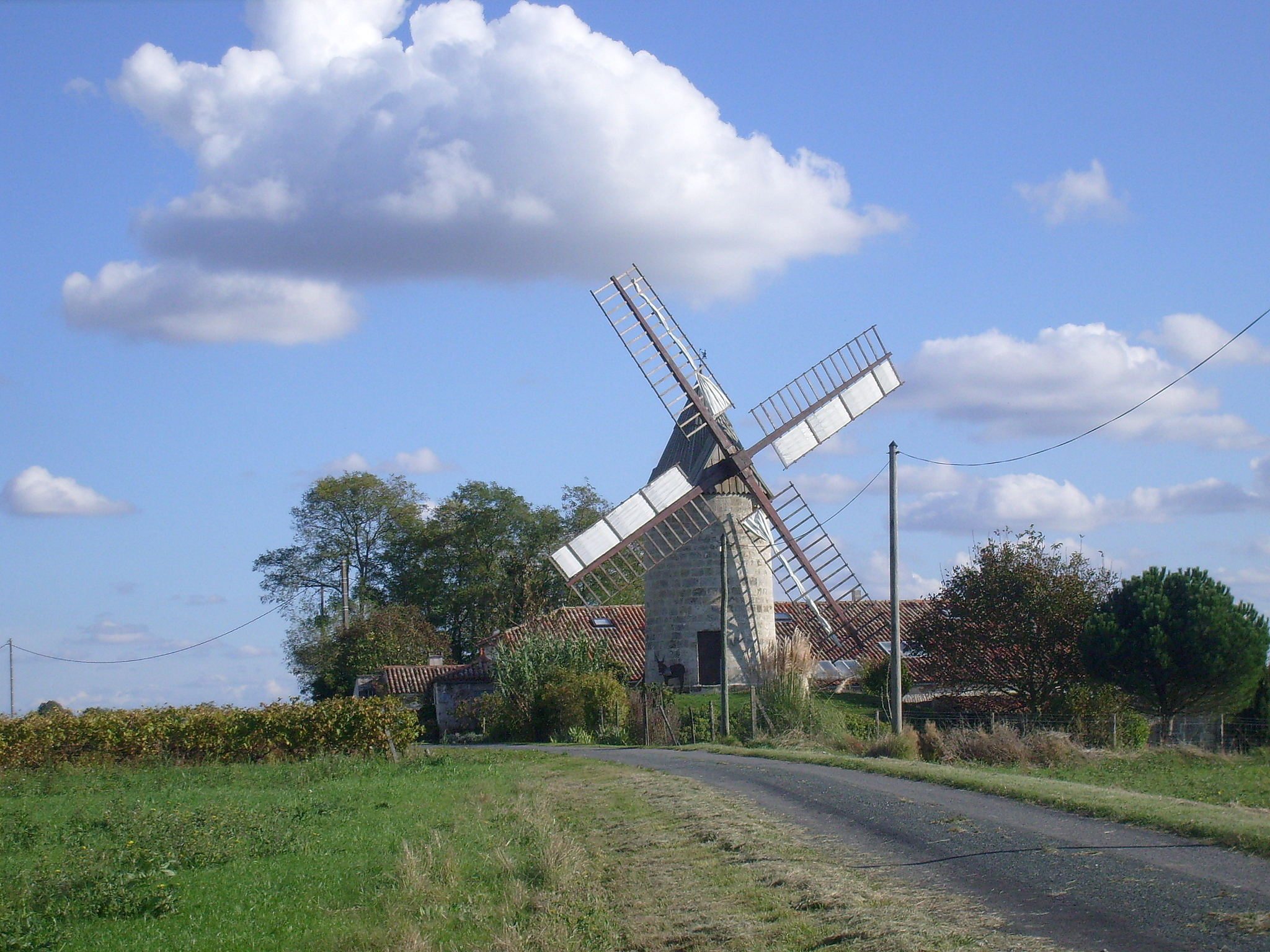
Le moulin de la champagne.

Des vestiges de moulins à vent subsistent dans la campagne, plusieurs ont été restaurés.
- Le moulin de la Champagne datant de la période révolutionnaire resté en fonctionnement jusqu'à la fin de la guerre 1939-1945 où il servit de poste d'observation pour la Résistance durant les combats de la poche de Royan.
- Le moulin de la Sablière également construit à la même époque, a fonctionné jusqu'en 1945, date à laquelle deux de ses ailes furent brisées par la tempête.
- Le moulin de Clopilet dans le hameau de Mageloup donne sur l'estuaire de la Gironde, il bénéficie d’un vaste panorama sur l’estuaire et les marais.

### Saint-Romain-sur-Gironde

#### L'église de Saint-Romain-sur-Gironde

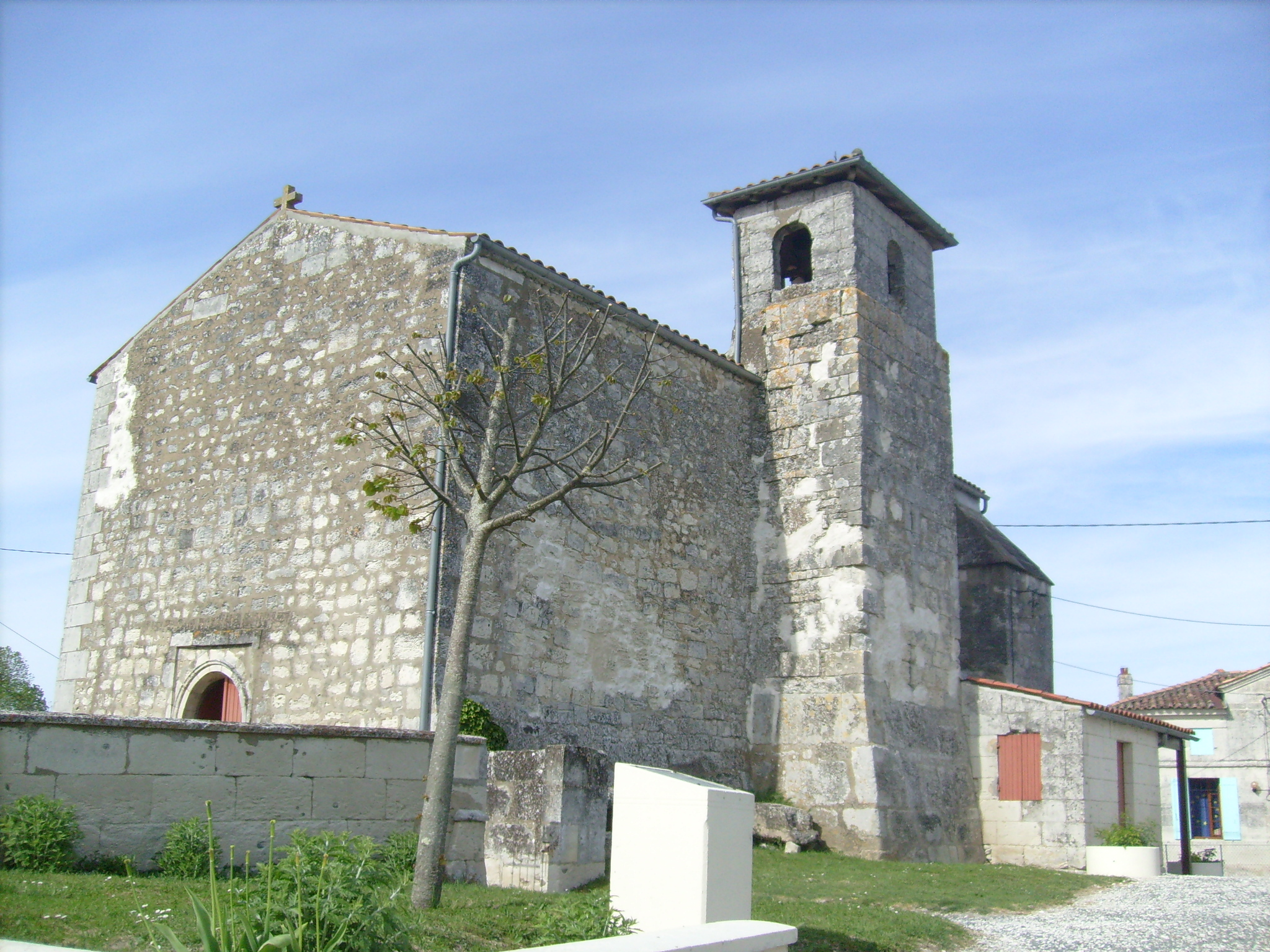
L'église de Saint-Romain-sur-Gironde.

Des XIIe et XIVe siècles - calcaire - rue Charlemagne
Il ne reste de l'édifice passé qu'une moitié d'église en nef unique. Les historiens ne savent toujours pas quand la partie manquante de cette nef a disparu et hésitent encore entre la guerre de Cent Ans et les guerres de Religion.
Le style de l'église, rappelant celui des édifices templiers, reste lui aussi difficilement qualifiable tant cette église apparaît comme une survivante. Est-elle romane ou bien préromane ? Elle est construite sur un cimetière sans doute préexistant car la base et une partie de l'actuel clocher sont bâties avec des morceaux de sarcophages. Cet actuel clocher serait en fait la tour d'accès à l'ancien, qui aurait été bâti à la croisée du transept dont une tentative reste visible à l'intérieur. Une très ancienne porte aveugle est visible à l'intérieur.

#### La mairie de Saint-Romain-sur-Gironde
Architecte : Eutase Rullier - entrepreneur : Emile Brunet - calcaire - rue Charlemagne
À l'image du village et de l'église, la mairie est bâtie sur des proportions restreintes à l'emplacement d'une maison acquise en 1886 de la famille Fortain. Malgré ses dimensions, la façade en pierres de taille affiche les principales caractéristiques de l'architecture publique à l'époque. Elle fait face à l'autre bâtiment public que toute commune se devait de posséder, la maison d'école élevée en 1868, alors que certaines communes des environs ont attendu plus longtemps pour élever leur école. Ainsi avant la fin de 1890, la commune avait avec succès appliqué le pacte républicain en offrant à ses citoyens des équipements que des communes plus aisées ont mis un certain temps à avoir.

## Héraldique
| Blason de Floirac | Blason  | Coupé ondé: au 1) de gueules à trois épis de blé tigés, feuillés, empoignés et liés d'or à dextre et à une grappe de raisin d'or tigée et feuillée au naturel à senestre, au 2) d'azur à un moulin à vent d'argent, ouvert, essoré et ailé au naturel |
| Blason de Floirac | Détails | Création JF Binon. Utilisation Mairie : 2021. Site commune : 2022 |